# Al-Kaba

Plan Al-Kaby

Al-Kaba (arab. الكعبة, trl. Al-Kaʿbah) – świątynia i sanktuarium w Mekce, najważniejsze miejsce święte islamu.

## Historia
Według tradycji muzułmańskiej pierwszą Kabę zbudował Adam. Miała ona ulec jednak zniszczeniu w czasie potopu. Odbudować miał ją Ibrahim (bibl. Abraham) i jego pierworodny syn Ismail (bibl. Izmael).
Według relacji Klaudiusza Ptolemeusza, już w II wieku p.n.e. wokół Al-Kaby funkcjonowało niewielkie sanktuarium, gdzie praktykowano kult religijny. Bezpośrednio przed wprowadzeniem islamu przez Mahometa była to świątynia poświęcona ok. 360 bogom plemiennym w politeistycznej religii staroarabskiej.
Po wprowadzeniu islamu Kaba stała się miejscem kultu Allaha. Na rozkaz Mahometa zniszczono wszystkie oznaki wiary w wielu bogów, pozostawiając jednak Czarny Kamień (Hadżar), który według tradycji miał być umieszczony w Kabie przez archanioła Gabriela.
Wokół Kaby został zbudowany meczet Masdżid al-Haram, wielokrotnie przebudowywany i rozbudowywany. Wedle średniowiecznych podań, miało dochodzić na jego terenie do licznych cudów. Przykładowo, nieznany z imienia sufijski pokutnik miał otrzymać tam z niebios kartkę z odpuszczeniem wszystkich grzechów.
W IX wieku kalif Al-Mutawakkil wybudował drogę do obiegania Al-Kaby.
W 931 roku Abu Tahir Sulajman al-Dżannabi, lider ruchu karmatów, najechał na Mekkę. Jego żołnierze splądrowali Kabę, a czarny kamień został wywieziony na pewien czas z miasta. Był to największy z licznych rajdów przeprowadzanych przez karmatów na Hidżaz.

## Charakterystyka
Al-Kaba jest głównym celem rytualnej pielgrzymki zwanej hadżdż. Każdy muzułmanin powinien odwiedzić sanktuarium przynajmniej raz w życiu, gdyż pielgrzymka do świątyni jest jednym z pięciu filarów islamu. Al-Kaba znajduje się na terenie Świętego Meczetu.
Świątynia Al-Kaba jest monumentalnym relikwiarzem o wysokości 15 metrów, długości 12 metrów i szerokości 10 metrów, zbudowanym na planie czworoboku o narożnikach zwróconych w cztery strony świata. We wschodni narożnik świątyni, na wysokości 1,5 metra, wmurowany jest święty kamień Hadżar. Kaba nakryta jest haftowaną złotymi wersetami z Koranu, czarną osłoną z jedwabiu, zwaną kiswa. Na jednej ze ścian, na wysokości około 2 metrów, znajdują się drzwi. Prowadzą one do pustej komnaty z kolumnami, której ściany są zdobione wieloma napisami oraz rozświetlone złotymi i srebrnymi lampami.
Obok sanktuarium wypływa ze skały święte źródło, zwane Zamzam.